# Фон (фонетика)
Фон, фо́на в фонетике — единица звукового уровня языка, выделяемая в речевом потоке безотносительно к её фонемной принадлежности (то есть без отнесения её к той или иной фонеме) или как конкретная реализация фонемы в речи.
В отличие от фонем и аллофонов, принадлежащих языку, фоны относятся к речи. Связывая фон с аллофоном и фонемой, говорят, что фонема является «общим» (или классом), аллофоны — «особым» (или подклассами), а фоны — «единичным». Всякая фонема в речи выступает в одном из своих аллофонов, который реализуется как тот или иной фон. 
Мимическая реализация фонемы (фона) называется виземой (англ. viseme). Виземы используются при чтении по губам и в технике компьютерного распознавания речи.  